# Limenitis diocles
Limenitis diocles är en fjärilsart som beskrevs av Frederick DuCane Godman och Osbert Salvin 1878. Limenitis diocles ingår i släktet Limenitis och familjen praktfjärilar. Inga underarter finns listade i Catalogue of Life.